# 克瓦米·恩克鲁玛
克瓦米·恩克鲁玛（英語：Kwame Nkrumah，1909年9月21日—1972年4月27日），又译夸梅·恩克鲁玛，是加纳政治家及革命家，在1957年帶領英屬黃金海岸獨立，是首任加納總理及加纳总统，是非洲独立运动领袖，泛非主义主要倡导者之一。克瓦米·恩克鲁玛是非洲統一組織（後來改名為非洲聯盟）的創立者之一，在1962年曾獲得列寧和平獎。
恩克鲁玛在國外求學12年，發展自己的政治理论（后被称作恩克鲁玛主义），並和其他流散的泛非主义建立組織，後來回到英屬黃金海岸，推動加纳的獨立。他創建了大会人民党，由於對選民空前的吸引力，政黨迅速的崛起。他在1952年成為英屬加纳的總理，在1957年加纳宣佈從英國殖民地獨立時，保留了這個職位。1960年迦納通過新的憲法，選出恩克鲁玛為首任總統。
恩克鲁玛的施政同時有民族主義及社會主義色彩，試圖通过社会主义政策来实现国家的工业化和经济发展，因此政府資助國內的工業及能源計劃，發展強大的國民教育系統，並且提倡民族文化以及泛非文化。加纳在恩克鲁玛的帶領下，是非洲的非殖民化時期時，非洲的重要國家。他的政治思想被称为恩克鲁玛主义。
恩克鲁玛在1966年遭遇军事政变，后被英美支持的全國解放委員會罷免。恩克鲁玛後來長期住在几内亚，并最终在罗马尼亚逝世。

## 生平

### 早年
1909年，恩克鲁玛出生于加纳恩克罗富尔镇，当时名叫弗朗西斯·恩维亚-科菲·恩贡洛玛（Francis Nwia-Kofi Ngonloma）。
早年，他在阿克拉的教会学校中接受教育。1935年，他赴美国留学，于1939年在宾西法尼亚的林肯大学获得学士学位。1942年，他在宾夕法尼亚大学获得教育学硕士学位。1942年，他又获得了哲学硕士学位。这期间，他当选为美国和加拿大非洲学生大会主席。
1945年，他赴伦敦入伦敦经济学院学习。但是在与乔治·帕德莫会面之后，他放弃了学业，转而参加第六届泛非大会的组织，决心致力使非洲非殖民化。

### 回到非洲
1947年，恩克鲁玛回到时称“黄金海岸”的加纳，出任黄金海岸统一大会党总书记。不久，统一大会党分裂，他组建了自己的政党人民大会党，主张“立即自治”。
1949年，他提出“积极行动”，号召采取非暴力不合作方式与英国政府进行斗争。1950年1月被捕入狱。虽然如此，他还是成功地在1951年当选为立法会议议员，人民大会党也赢得了全部38个普选席位中的34个。于是他于2月被释放，并被任命为首席部长，着手逐步迈向独立。

### 独立
1957年3月6日，成為自治領，國名更名為「迦納」。，恩克鲁玛出任總理，自称“救世主”。1960年，加纳废除君主制，7月1日，宣布成立共和国，恩克鲁玛出任总统。1963年，在他与海尔·塞拉西一世等人的共同努力下，非洲统一组织得以成立。

### 总统岁月

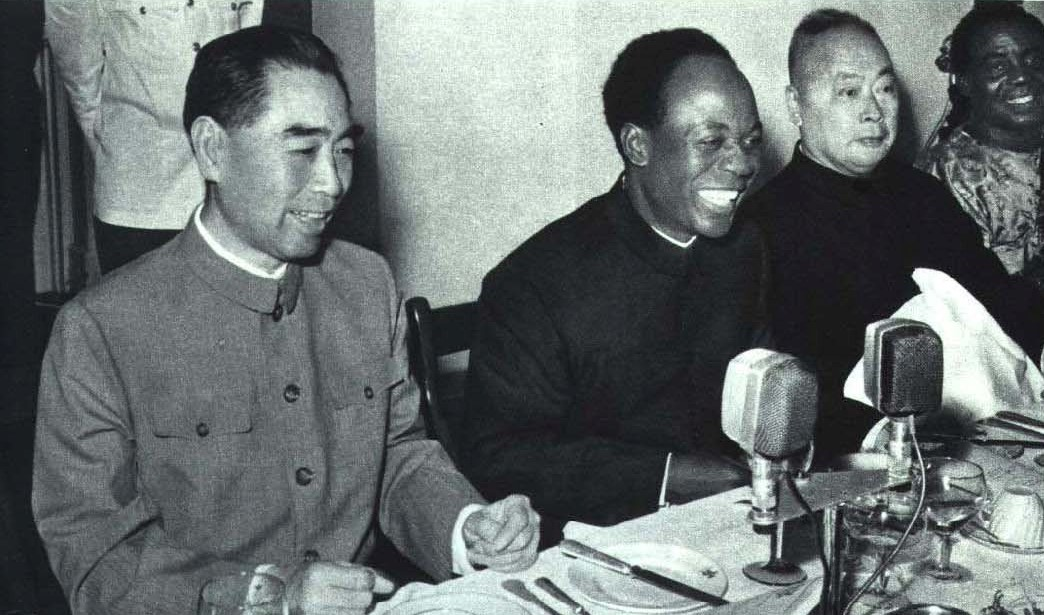
1964年4月，恩克魯瑪訪問中國，坐在他左邊的是時任中國國務院總理周恩來，右邊的是外交部長陳毅。

在出任总统期间，恩克鲁玛显示出了对社会主义的好感，并与中华人民共和国建立了亲密的关系。他致力于使加纳工业化，以摆脱在国际贸易体系的弱势地位。但是，他的努力并未成功，加纳的农业由于缺少资金和扶持很快衰落，同时，他也未能在加纳建成真正意义上的工业体系。

### 政变
随着经济的不断恶化，加纳国内局势开始动荡，恩克鲁玛也逐渐走向独裁。1964年，迦納憲改，他所屬的「大會人民黨」成為迦納唯一合法政黨。但是，1966年2月24日，当恩克鲁玛出访中华人民共和国和越南民主共和国的时候，约瑟夫·亚瑟·安克拉将军发动政变，将其推翻。

### 流亡和逝世
恩克鲁玛再未回到加纳。他在几内亚度过了餘生。1972年，他病逝于罗马尼亚。他的遗体被安葬于家乡，但是不久以后，加纳政府在阿克拉建立了恩克鲁玛纪念馆，将其迁葬于此。时至今日，仍有许多加纳人前往纪念馆缅怀他。

## 政治理念
恩克鲁玛在经济上有一个不结盟的马克思主义视角。他认为资本主义在非洲有一个很长时间的恶劣影响。尽管他清楚的和非洲社会主义者保持距离，他还是认为社会主义是一个最好的系统能够适应资本主义已经带来的变化。恩克鲁玛毕生致力于泛非主义。他的行动吸引了一些包括美国人的精英到加纳参与他的加纳工程。恩克鲁玛一大贡献为建立非洲统一组织，后更名为非洲联盟。

## 家庭生活
恩克鲁玛和Fathia Ritzk結婚，她是埃及科普特人的銀行員工，以前也當過老師，他們的婚禮是在1957年最後一天的傍晚進行的，也是Fathia來到加纳的當天下午。

蘇聯郵票上的恩克鲁玛（1989年）

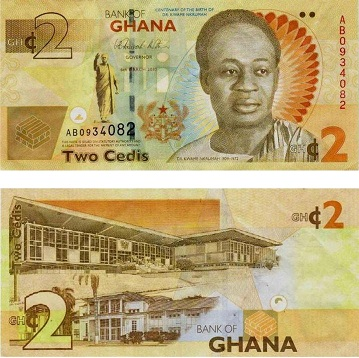
2007年版本的迦納塞地鈔票，正面是恩克鲁玛

恩克鲁玛和他太太有三個小孩Gamal（1959年出生）、Samia（1960年出生）和Sekou（1963年出生）。Gamal是報社記者，Samia和Sekou則投身政治圈。Nkrumah還有一個兒子Francis（1962年)，是兒科醫生。恩克鲁玛可能還有一個兒子Onsy Anwar Nathan Kwame Nkrumah，母親是埃及人，也可能有一個女兒Elizabeth。Onsy聲稱是恩克鲁玛小孩，和恩克鲁玛其他的兒女有些爭議。